# Polla becgrossa
La polla becgrossa (Amaurornis magnirostris) és una espècie d'ocell de la família dels ràl·lids (Rallidae) que habita Karakelang, una de les illes Talaud, entre Halmahera i Mindanao.